# Asplenium labillardieri
Asplenium labillardieri är en svartbräkenväxtart som beskrevs av Kze. Asplenium labillardieri ingår i släktet Asplenium och familjen Aspleniaceae. Inga underarter finns listade.